# Corina Dumbravean
Corina Dumbravean (Rumania, 15 de abril de 1984) es una atleta rumana especializada en la prueba de 1500 m, en la que consiguió ser subcampeona europea en pista cubierta en 2005.

## Carrera deportiva
En el Campeonato Europeo de Atletismo en Pista Cubierta de 2005 ganó la medalla de plata en los 1500 metros, con un tiempo de 4:05.88 segundos, tras su paisana rumana Elena Iagăr y por delante de la francesa Hind Dehiba (bronce).